# Julia e Vanessa Kapatelis
Julia Kapatelis e sua figlia Veronica "Nessie" Kapatelis sono personaggi immaginari creati dallo scrittore/illustratore George Pérez per la serie Wonder Woman pubblicata dalla DC Comics. Debuttanti nel 1987, le Kapatelis funsero da personaggi di supporto ricorrenti per Wonder Woman fino ai primi anni 2000.

## Biografia del personaggio

### Infanzia
Julia nacque in Cefalonia, in Grecia, dai genitori greco-ortodossi Agostos e Maria Deneiros negli anni '30. Da bambina, Julia fece un viaggio in nave con i genitori ma cadde fuori bordo a causa di una tempesta improvvisa. Fu salvata dall'annegamento dalla dea Teti, che salvò delle bambine mortali che ella riteneva "speciali" e le trasportò sane e salve sull'Isola della Guarigione di Themyscira (i bambini maschi venivano portati da un'altra parte). Una volta sull'Isola, il capo fisico delle Amazzoni, Epione, le scoprì e provvide a fornire loro le cure necessarie. Dopo di ciò, le bambine venivano portate al palazzo reale dove un'Amazzone veniva scelta per essere la sua "Guardia di Ispirazione". L'Amazzone con i capelli argentati Pythia si offrì volontaria per prendersi cura della piccola Julia, fornendole la sua grande saggezza e la forza di spirito. Secondo Pythia, Julia era l'ultima di centinaia di bambine a essere stata scelta per questa esperienza. Questa "benedizione" in realtà era la suggestione subliminale per la bambina a insegnare pace e uguaglianza nel corso della sua vita. E questa benedizione poteva essere estesa anche ai suoi discendenti. Questa usanza era nota come "Andare Avanti". Una volta che questo processo fosse stato ultimato, la bambina sarebbe stata considerata un'Amazzone e figlia spirituale dell'Amazzone che la benedì. Dopo qualche giorno di recupero e di benedizioni, la bambina fu riportata sulle spiagge dell'Isola dove fu rimessa nell'oceano e fece ritorno ai suoi genitori, grazie a Teti che magicamente la riportò indietro nel tempo esattamente nel momento e nel luogo in cui cadde dalla nave. A causa di questo, i genitori di Julia credettero che la bambina scomparve sotto la tempesta per pochi secondi prima di essere riportata a bordo.

### Famiglia
Come per altre innumerevoli bambine benedette dalle Amazzoni prima di lei, Julia prosperò nella sua nuova benedizione spirituale, eccellendo in ogni obiettivo che si proponeva. Nonostante i suoi risultati Julia perse suo fratello, Peter Deneiros, durante la seconda guerra mondiale come parte della Resistenza quando lei era ancora molto giovane.
Successivamente, Julia incontro David Kapatelis durante gli anni dell'Università di Atene. Julia studiava geologia mentre David studiava archeologia, cosa che Julia prese come un corso di studi minore. Viaggiarono per il mondo insieme esplorando varie culture e storie. Ad ogni sito che visitavano, Julia prendeva appunti sulle sue scoperte e le faceva pubblicare sulla rivista accademica. Alla fine, Julia sposò David in Grecia. Pensatrice indipendente, Julia volle mantenere il proprio nome da nubile in quanto la sua famiglia non aveva più nessuno che lo portasse avanti. Questo fece irritare la famiglia greca tradizionalista di David, così cedette e accettò il nome di famiglia di David, Kapatelis.
Julia rimase incinta mentre lei e David visitavano la Scozia. Per scherzo, David volle chiamare il futuro nascituro "Nessie", come la creatura scozzese locale, il Mostro di Loch Ness. Anche se divertita, Julia non fu d'accordo e decise il nome di Vanessa come sostituto accettabile. Julia rimase sposata con David fino alla sua morte avvenuta dopo 22 anni di matrimonio, quando Vanessa aveva cinque anni. David morì esplorando delle rovine in Egitto. Decidendo di ricominciare, Julia portò Vanessa negli Stati Uniti dove divenne rettrice del Dipartimento di Storia e Geologia dell'Università di Harvard. Al momento, vivono insieme nella sezione Beacon Hill di Boston, Massachusetts.
Mentre si trovava ad Harvard, Julia lavorò al fianco di una studentessa promettente di nome Helena Sandsmark. Julia menzionò Helena nel corso degli anni e la aiutò persino a diventare professoressa e curatrice del Museo di Antichità Culturali di Gateway City. Helena avrebbe in seguito avuto una figlia di nome Cassandra Sandsmark.

### Diana
Durante il suo periodo ad Harvard, Julia incontrò anche Wonder Woman. Julia fu la prima donna non-Amazzone incontrata da Diana. All'epoca, Diana non aveva famigliarità con la lingua inglese e parlava solo il Themysciriano, In quanto stretto derivante del greco antico, Julia fu in grado, grosso modo, di capire Diana. Julia portò Diana a casa sua e dalla sua famiglia e le insegnò non solo l'inglese ma anche la storia moderna.
Dopo che Vanessa fu attaccata da Decay, Julia fece del combattimento di Diana il suo e la aiutò a battersi contro il dio della guerra, Ares.
Ancora all'oscuro dei suoi collegamenti con le Amazzoni, Julia toccò il talismano di Armonia durante il suo primo incontro con Diana, che le riportarono alla mente molti flash di ricordi del suo periodo nell'"Andare Avanti". Questo confuse Julia finché non fu invitata da Diana su Themyscira. Una volta giunta incontrò Pythia e le due sentirono una strana connessione l'una verso l'altra. Quando Julia e Pythia si toccarono le mani, la storia precedente di Julia su Themyscira corse nelle menti di tutte e due, sbloccando il passato dimenticato.
Riunite, Julia e Pythia formarono un legame strettissimo. Simile al ruolo materno nei confronti di Diana da parte di Julia, Pythia sviluppò una relazione protettiva verso Julia. Quando la maga Circe rapì Julia durante la storia "Guerra degli Dei", Pythia si precipitò a salvarla, chiamandola "sua figlia".
Quando Diana divenne ambasciatrice di Themyscira, Julia sapeva che Diana avrebbe avuto bisogno di aiuto per aggiustare il mondo degli uomini e divenne una sorta di matrigna per Diana. Durante questi eventi, Julia riuscì a mantenere la sua vita privata e quella accademica piuttosto occupate. Durante un viaggio in Grecia, Julia rivide Stavros Cristadoulodou, un noto epigrafo e amico della famiglia di Julia per molti anni. Anche se entrambi molto interessati, la loro relazione rimase quella di amici intimi e rispettosi. Una situazione analoga avvenne tra Julia e uno dei professori di geometria di Vanessa alla scuola superiore, di nome Horace Westlake. I due si frequentarono per qualche mese finché lui non fu ucciso da Dottor Psycho. Ad un certo punto a Julia fu consentito dalla National Geographic Society di ubicare la città originale di Themyscira nel paese della Turchia. Sfortunatamente, Julia dovette abbandonare gli scavi a metà del progetto quando uno degli amici di Vanessa si suicidò.
L'amicizia di Julia e Diana sopravvisse a numerose prove, il più delle volte dovuto ai nemici di Diana che attaccavano Vanessa. Non appena Vanessa fu sottoposta al lavaggio del cervello e trasformata nella super criminale Silver Swan che l'amicizia che durò così a lungo fu messa temporaneamente in sospeso. Julia accusava Diana di non aver protetto Vanessa a sufficienza dai suoi nemici. Dopo qualche tempo, Julia giunse al permettere a Diana di aiutare sua figlia nella riabilitazione. Da allora si riconciliarono e Julia fu vista l'ultima volta alla laurea di Vanessa insieme a Diana.

## Julia di Daxam
Una guerriera cieca dal pianeta Daxam divenne amica di Wonder Woman durante una storia di sei numeri ambientata nello spazio. Entrambe le donne erano prigioniere dell'Impero Sangtee. Gli esecutori di Sangtee le strapparono gli occhi quando si dimostrò troppo difficile da controllare. Wonder Woman le fornì un occhio cibernetico (mentre l'altro fu coperto da una benda) e nominò la daxamita Julia in onore della sua cara amica Julia Kapatelis. Julia fece un cameo durante il crossover "I Nostri Mondi in Guerra".

## Versioni alternative
Una versione di Julia di una realtà alternativa fu vista in Trinità. In una realtà distorta dove Wonder Woman sembrò essere stata cancellata da'esistenza, Julia incontrò una donna incinta di nome Desiree, che disegnava immagini di - e correlate a - Wonder Woman. Julia si complimentò con lei per la sua bravura e le diede una business card, affermando che era la "Direttrice della Ristorazione" al Museo Nazionale Smithsonian di Storia Naturale. Julia disse alla donna di avere una figlia, che al momento era al college. Sembrò che Julia avesse la benedizione dell"Andare Avanti", portando alla sua sopravvivenza e a una carriera di successo, ma non incontrò mai Diana; di conseguenza, sua figlia non fu mai sottoposta al lavaggio del cervello e non divenne mai Silver Swan.